# Meinhard II Tyrolski
Meinhard II (ur. ok. 1238, zm. 1 listopada 1295 w Greifenburgu) – hrabia Gorycji i Tyrolu, książę Karyntii.
Meinhard II był synem hrabiego Meinharda I. Po podziale kraju przypadło mu hrabstwo Tyrolu. Jego brat Albert I otrzymał Friuli, Istrię, Karyntię i Pustertal.
Bił pierwsze niemieckie srebrne monety zwane „Zwainzigers”. Wspierał króla niemieckiego Rudolfa I Habsburga przeciw królowi Czech Przemysłowi Ottokarowi II, za co w nagrodę otrzymał w 1286 tytuł księcia Rzeszy i księstwo Karyntii.
Meinhard II wraz ze swoją żoną Elżbietą Bawarską ufundował w 1284 klasztor cysterski w Stams, gdzie został pochowany.
Miał czworo dzieci:
- Otto
- Ludwika
- Elżbietę
- Henryka – tytularnego króla Polski